# Districte del Nord (Israel)
El districte del Nord és un dels sis Districtes d'Israel. Té una superfície de 3.324 km², més 1.154 km² del territori dels Alts del Golan. Així, la superfície total del districte és de 4.478 km², 4.638 km² incloent-hi el Llac Tiberíades. Té una població d'1.165.800 habitants (31/12/2004).
L'Oficina Central d'Estadística d'Israel reconeix els Alts del Golan com a part d'Israel i els integra dins del districte del Nord. La comunitat internacional i l'ONU, però, no reconeix l'annexió israeliana dels alts. El districte té com a capital Natzaret i està subdividit en cinc subdistrictes:
- Sub-districte d'Acre
- Sub-districte del Golan
- Sub-districte de Jezreel
- Sub-districte de Kinneret
- Sub-districte de Safed

## Poblacions
| Ciutats | Consells locals | Consells regionals |
| --- | --- | --- |
| - Qiryat Xemonà - Safed - Tiberíades - Afula - Bet-Xean - Natzaret - Natzaret Il·lit - Migdal HaEmek - Acre - Arraba - Karmiel - Maalot-Tarxiha - Nahariyya - Sakhnin - Shefar-Am - Tamra - Yokneam Il·lit | - Gush Halav / Jish - Hazor ha'Gllilit - Metula - Rosh Pina - Tuba-Zangariya - Yesud ha'Ma'ala - Eilabun - Kfar Kama - Kfar Tabor - Kinneret - Maghar - Menahamiya - Migdal - Jabneel - Basmat-Tiv'on - Bueina Nujidat - Beit Zarzir - Dabburiya - Ein Mahl - Ilut - Iqsal - Ka'abiya-Tabash-Hajarah - Kfar Kana - Mash'ed - Rei'na - Ramat Yishai - Shibli - Tur'an - Yafia'a / Yafa el-Natzira - Abu Snan - A'eblin - Araba - Bet Jan - Bina - Bir el-Maksur - Cabul - Dir el-Asad - Dir Hanna - Fasuta - Gdeida-Makker - Hatzrot Yasaf - Hurafesh - Julis - Kaukab Abu el-Hija - Kisra-Sammia'a - Kfar Manda - Kfar Vradim - Kfar Yasif - Majd el-Kurum - Mazra'a - Meilya - Migdal Tefen - Nahif - Pqi'in / al-Buki'ah - Rame - Sajur - Sha'ab - Shavey-Zion - Xelomí - Yanu'ah-Jatt - Yarqa - Buq'ata - Ein Qiniyye - Ghajar - Majdal Shams - Mas'ade - Qatsrin | - Alta Galilea - Merom de Galilea - Mevu'ot ha'Hermon - Emeq ha'Yarden - ha'Galil ha'Takhton - Emek HaMayanot - Guilboa - Consell regional de Meguidó - Consell regional de la Vall de Jizreel - Ma'ale Yosef - Matte-Asher - Merom de Galilea - Misgav - Nof ha'Gallile - Consell Regional del Golan |